# Adolphe Kégresse

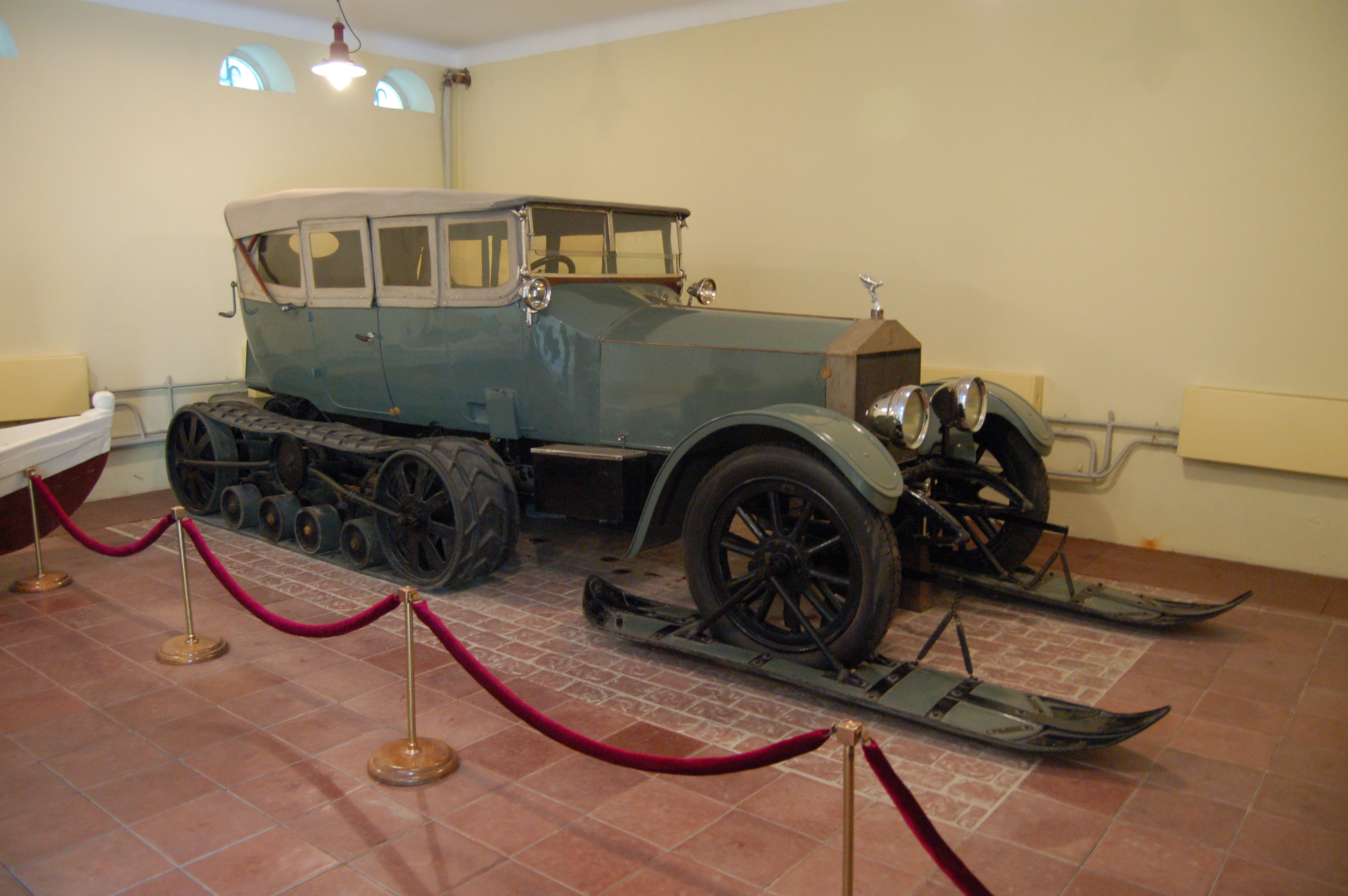
Rolls-Royce Silver Ghost met Kégresse rupsbanden

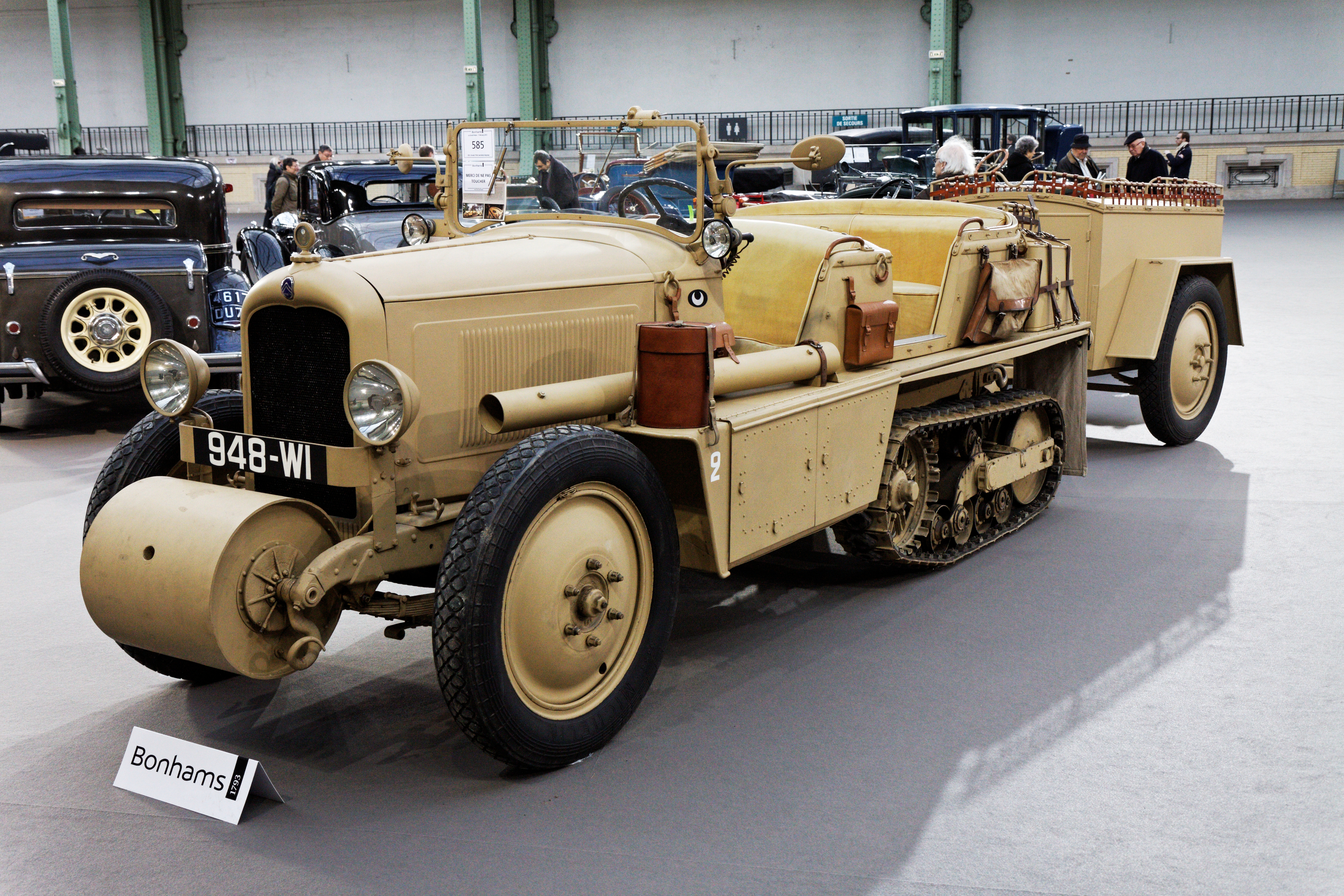
Citroën Kégresse P19B van 1931

Adolphe Kégresse (Héricourt, 20 juni 1879 – Croissy-sur-Seine, 9 februari 1943) was een Franse ingenieur. Hij vond het halfrupsvoertuig uit en bedacht het concept voor de dubbelekoppelingversnellingsbak.
Kégresse volgde de technische school in Montbéliard. In 1905 verhuisde hij naar Sint-Petersburg om daar te gaan werken in de garage van tsaar Nicolaas II van Rusland. Hij was de chauffeur van de tsaar en kreeg als extra opdracht de mobiliteit van de auto’s te verbeteren in moeilijk terrein. Verharde wegen waren er maar weinig, en in de winter waren ze bedekt met sneeuw en ijs. Kégresse bedacht het halftrack systeem om aan de wensen van de tsaar te voldoen. In 1910 werden als experiment de achterwielen van een Lessner-Mercedes 32/45hp vervangen door een rupsband. Tot 1913 experimenteerde hij verder en in februari 1913 vroeg hij octrooi aan in Frankrijk. In mei 1913 werd dit verstrekt.
Grote voordelen van zijn uitvinding was het lage gewicht zodat het toepasbaar was op personenwagens en verder waren de rupsbanden gemaakt van rubber waardoor de schade aan het wegdek minimaal was. In 1919 werd op basis van zijn ontwerp, onder andere, een Rolls-Royce Silver Ghost met rupsbanden uitgevoerd. Dit voertuig werd door Lenin gebruikt tot zijn dood in 1924.
Vanwege de Russische Revolutie keerde Kégresse terug naar Frankrijk. Zijn talent was opgemerkt door André Citroën die hem in 1919 in dienst nam. Samen met ingenieur Jacques Hinstin ontwierp hij een aantal halftrack voertuigen voor Citroën. Deze voertuigen werden gebruikt voor diverse expedities, onder andere door de Sahara, en dit trok de aandacht van diverse legers in West-Europa. Het Franse en Poolse leger kochten grote aantallen van zijn modellen die tot in de Tweede Wereldoorlog werden gebruikt.
Na zijn vertrek bij Citroën in 1935 ontwierp hij versnellingsbaksystemen. Zijn kennis werd verder gebruikt door het leger en hij was actief met het ontwerp van Véhicule K, een klein geleide bom, die door de Duitsers zou worden ontwikkeld tot de Goliath.
Kégresse overleed op 63-jarige leeftijd.